# Psychotria plumieri
Psychotria plumieri är en måreväxtart som beskrevs av Ignatz Urban. Psychotria plumieri ingår i släktet Psychotria och familjen måreväxter. Inga underarter finns listade i Catalogue of Life.